# Let It Rain (filme)
Let It Rain (bra Deixa Chover, ou Deixa Chover!) é um filme estadunidense de 1927, do gênero comédia dramática, dirigido por Edward F. Cline.
Atualmente é considerado um filme perdido.